# Rassegeflügel
Rassegeflügel ist Geflügel, das nach einem festgelegten Rassestandard gezüchtet und nach vom Menschen festgelegten Schönheits- oder Leistungsmerkmalen selektiert wird. Zu ihm zählen Hühner (einschließlich der Zwerghühner), Tauben, Gänse, Enten, Puten und Perlhühner. Gelegentlich werden Gänse, Enten, Puten und Perlhühner auch zum Groß- und Wassergeflügel zusammengefasst. 
Rassegeflügelzüchter sind meist in Zuchtverbänden organisiert, die sich dem Erhalt der verschiedenen Geflügel- und Taubenrassen verschrieben haben. Deutscher Dachverband ist der Bund Deutscher Rassegeflügelzüchter (BDRG), der Mitglied im Europäischen Verband für Geflügel-, Tauben-, Vogel-, Kaninchen- und Caviazucht (EE) ist. 
In der Ziergeflügelzucht steht der Erhalt der von der Natur vorgegebenen Erscheinung des Tieres im Vordergrund. Ziergeflügel wird im Gegensatz zum Rassegeflügel nach Arten und nicht nach Rassen unterschieden. Mutationsformen verschiedener Arten des Ziergeflügels, wie die Weiße Lachtaube, werden gelegentlich ebenfalls gezüchtet; Pfau oder Wachtel werden manchmal zu den Haustieren gezählt. Dennoch ist Ziergeflügel kein Rassegeflügel.

## Geschichte der Rassehühnerzucht
Die Namen derjenigen die erstmals durch Zuchtwahl Rassemerkmale schufen und später in Europa aus dem Gemisch der Landhühner Rassen erzüchteten sind unbekannt. Als älteste Rassen werden die Asil und Malaien angenommen, die bereits vor 3500 Jahren an indischen Fürstenhöfen anzutreffen waren. Ab 500 v. Chr. berichten griechische, später dann römische Schriftsteller (Columella, Plinius) über verschiedene Hühnerrassen. Von den jüngerkaiserzeitlichen Gräberfeldern von Hemmoor (Landkreis Cuxhaven) sind Hühnerknochen belegt.
Im 17. Jahrhundert finden wir Haubenhühner. Aus dem 18. Jahrhundert sind Bilder vorhanden, die federfüßige Zwergrassen darstellen. Mitte des 19. Jahrhunderts kommen Italienische Landhühner nach Amerika, aus denen die Amerikanischen Leghorn erzüchtet wurden. Cochin und Brahmas werden nach England und Sumatras nach Amerika gebracht. 1850 gaben die Engländer auf der 1. Rassegeflügelschau in Birmingham den Hamburger-Hühnern ihren Namen.